# Harry Haller
Harry Haller, protagonista  
de la novela El lobo estepario de Hermann Hesse, es un personaje completo y complejo. Nótese que las siglas de Harry Haller son las mismas de Hermann Hesse, lo cual sugiere cierto sesgo autobiográfico.
Hesse apoda al personaje «central» de la novela (es decir al agonista Harry Haller) «Lobo estepario» con el significado de un animal solitario o, más exactamente, alguien que no puede adecuarse a sus circunstancias existenciales (la novela sintetiza elementos del romanticismo, expresionismo y existencialismo) en un período de fuerte crisis económica y -por ende- cultural.
Harry Haller aparece en la novela como un sujeto que se encuentra en vías de desestructuración,  al producirse un abrupto cambio de paradigmas culturales y morales (la acción o drama transcurre durante los llamados años locos tras la Primera Guerra Mundial). En un principio, la amistad que linda con el amor hacia una joven «actualizada» parece evitarle tal desestructuración, pero Haller no tiene la posibilidad de adecuarse al cambio y termina asesinando a la joven amiga. 
Harry Haller se muestra como un personaje difuso, que se pelea en su fuero interno por querer ser alguien diferente a quien es y no poder serlo. Esto es un reflejo de la lucha que Hermann Hesse mantuvo consigo mismo, a lo largo de su vida. Los encuentros con las mujeres en El lobo estepario reflejan la atolondrada vida sentimental de Hermann Hesse, quien nunca pudo encontrar la estabilidad sentimental, al igual que el protagonista de su obra.
A pesar de ser breve, El lobo estepario es una novela muy intensa (quizás la obra maestra de Hesse), al punto que existen incluso elementos surrealistas y de cierto realismo mágico. Por eso, la «biografía» de H. Haller resulta ambigua. Si bien la narración es un presunto «diario» de Haller, el lector no llega a saber si tal «biografía» es real o es «sólo» producto de la imaginación de Haller.
- Datos: Q9002164